# 4893 Seitter
4893 Seitter è un asteroide della fascia principale. Scoperto nel 1986, presenta un'orbita caratterizzata da un semiasse maggiore pari a 3,1493824 UA e da un'eccentricità di 0,0860780, inclinata di 13,74517° rispetto all'eclittica.